# Garsington Manor

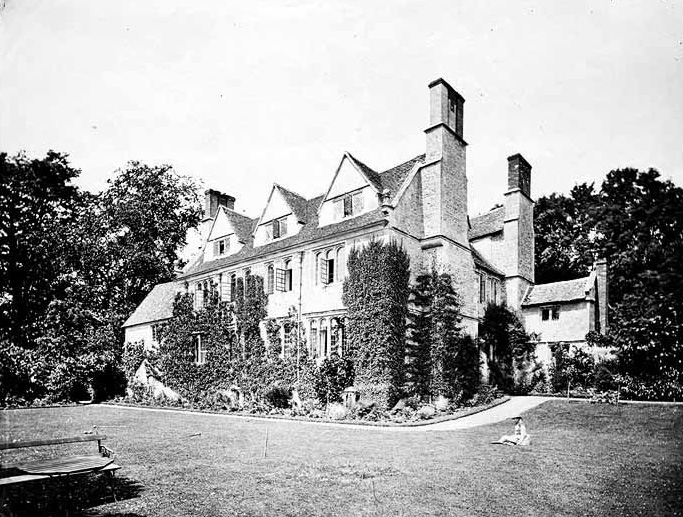
Garsington Manor, Fotografie von Henry Taunt, 1865

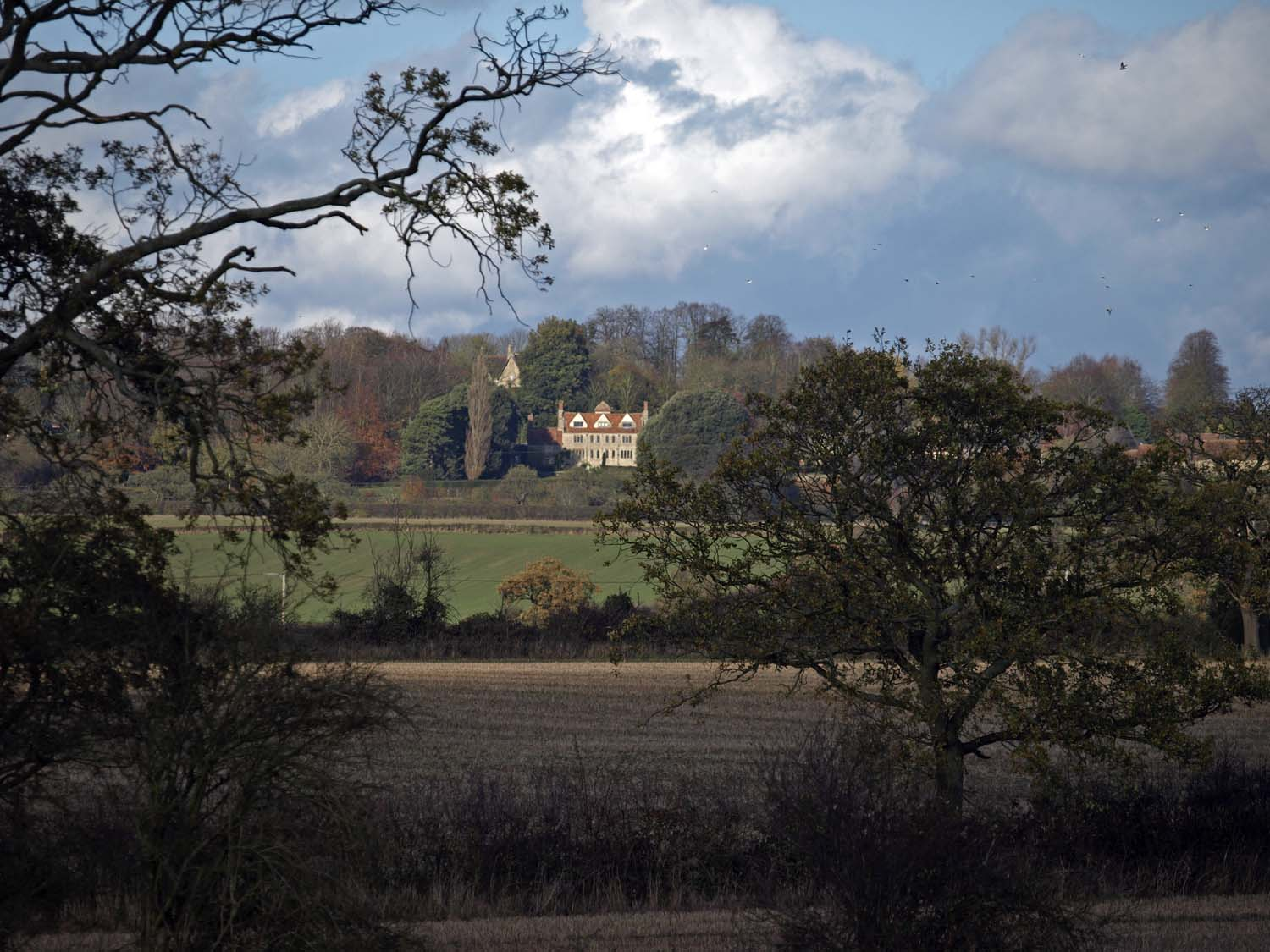
Panoramafoto von Garsington Manor, 2011

Garsington Manor ist ein Herrenhaus am Südrand des englischen Ortes Garsington, etwa sechs Kilometer südöstlich von Oxford in der Grafschaft Oxfordshire. Der Landsitz (English country house) stammt aus dem 17. Jahrhundert und wurde bis in die 1920er Jahre kaum verändert. Er steht seit dem 1. Juni 1984 als Grade-II*-Listed Building unter Denkmalschutz. Die Gartenanlagen sind in das Register of Historic Parks and Gardens eingetragen.
Das Anwesen erlangte besondere Bekanntheit als Landhaus von Ottoline und Philip Morrell, die sich dort ab 1915 unter anderem mit Mitgliedern der Bloomsbury Group trafen. Von 1989 bis 2010 fanden auf Initiative der Familie des Bankiers und Musikliebhabers Leonard Victor Ingrams auf Garsington alljährlich im Sommer Opernaufführungen unter dem Namen Garsington Opera statt. Nachdem die Veranstaltungsreihe nach Wormsley Park umgezogen ist, sind das Herrenhaus und sein Garten nur noch bei seltenen Veranstaltungen des National Garden Scheme (NGS) für die Öffentlichkeit zugänglich.

## Geschichte
Das Land, auf dem Garsington Manor erbaut wurde, gehörte früher einmal der Abtei von Abingdon. Ab 1428 war es im Besitz von Thomas Chaucer, dem Sohn des Dichters Geoffrey Chaucer, weshalb es den Namen „Chaucers“ trug. Über dessen Tochter Alice kam es an ihren Mann William de la Pole, Earl und Duke of Suffolk. Als aber Edmund de la Pole, ein Enkel des Paars, zu Beginn des 16. Jahrhunderts gegen den englischen König Heinrich VII. opponierte, ließ dieser 1504 Edmunds Besitzungen – und damit auch Garsington – konfiszieren.
1624/1625 erwarb William Wickham die Ländereien und ließ um 1630 das heutige Herrenhaus errichten. Die Wickhams blieben mehr als 150 Jahre lang Eigentümer des Anwesens. Lediglich während des englischen Bürgerkriegs war das Haus vorübergehend von Cromwellschen Truppen besetzt. Die Wickhams bewohnten Garsington Manor jedoch nicht selbst, sondern ließen es durch Pächter bewirtschaften. Nach dem Tod von Ann, der Witwe eines weiteren William Wickham, im Jahr 1783 brachte ihre Tochter Anne den Besitz ihrem Mann Thomas Drake Tyrwhitt-Drake of Shardeloes zu, den sie 1780 geheiratet hatte. Seine Familie hielt den Landsitz bis in das 20. Jahrhundert, aber auch sie bewirtschaftete ihn nicht selbst, sondern überließ ihn Pächtern.

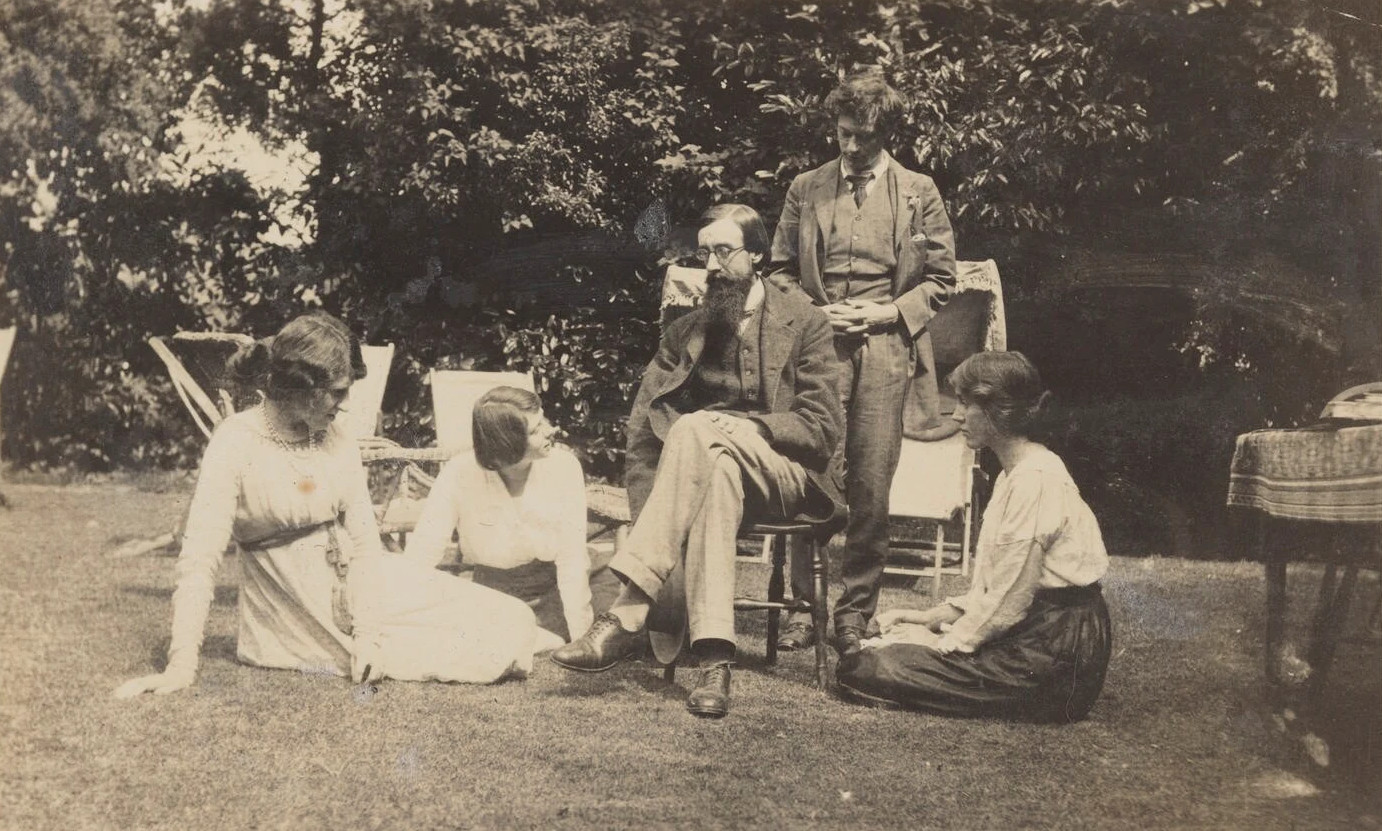
Mitglieder der Bloomsbury Group während eines Aufenthalts auf Garsington Manor; v. l. n. r.: Ottoline Morrell, Maria Huxley, Lytton Strachey, Duncan Grant und Vanessa Bell (1915)

1913 erwarben Philip Morrell und seine Frau Ottoline das Anwesen samt 360 Acres (rund 146 Hektar) für 8400 Pfund. Sie nutzten es ab Sommer 1915 als Wohnsitz und luden zahlreiche Künstler, Literaten und Intellektuelle, unter anderem Mitglieder der Bloomsbury Group, regelmäßig zu sich ein. Garsington Manor entwickelte sich während des Ersten Weltkriegs deshalb zugleich zu einem Asyl für Pazifisten und Kriegsdienstverweigerer, denn während ihrer Aufenthalte arbeiteten sie offiziell in Garsingtons landwirtschaftlichen Betrieb und wurden dafür vom Militärdienst freigestellt. Zu den Gästen der Morells zählten unter anderem Leonard und Virginia Woolf, Siegfried Sassoon, Lytton Strachey, Bertrand Russell, Mark Gertler und Clive Bell. Aldous Huxley und D. H. Lawrence verarbeiteten Erinnerungen an Garsington Manor in ihren Werken Eine Gesellschaft auf dem Lande (englisch Crome Yellow) und Liebende Frauen (englisch Women in Love). Für nötige Instandsetzungen, Erweiterungen und Änderungen des Herrenhauses und des Gartens engagierten Lady Morrell und ihr Ehemann den Architekten Philip Tilden. So sind zum Beispiel die Loggia des Gebäudes und der formale italienische Garten sowie das sogenannte Parterre, ein Blumengarten östlich des Herrenhauses, auf das Paar zurückzuführen.
Die zum Haus gehörige Landwirtschaft war nicht rentabel, und um die immer höher werdenden Schulden tilgen zu können, mussten die Morrells das Anwesen im Mai 1928 verkaufen. Neuer Eigentümer wurde der Oxford-Professor Trevor Heaton aus Christchurch, der einige Veränderungen vornehmen ließ. Dazu gehörte an der Westseite des Herrenhauses ein eingeschossiger Anbau mit Küche und Wirtschaftsräumen sowie die Veränderung des Parterres in den 1930er Jahren. Während des Zweiten Weltkriegs war Garsington Manor an den Maler Thomas Lowinsky und seine Frau Ruth vermietet, ehe es 1954 von Heatons Schwager John Wheeler-Bennett erworben wurde. Dessen Witwe Ruth verkaufte die Anlage 1982 an das Ehepaar Leonard und Rosalind Ingrams. Gemeinsam mit ihrem Gärtner Peter John Prior restaurierten die beiden die Gärten des Herrenhauses im Stil der 1920er Jahre, ehe sie 1989 damit begannen, Garsington alljährlich im Sommer vier Wochen lang als Bühne für Opernaufführungen zu nutzen. Was nur als eine Benefizveranstaltung für die Bodleian Library in Oxford begann, wurde im Laufe der Zeit unter dem Namen Garsington Opera weit über die Grenzen Englands bekannt. Über 20 Jahre lang war die Veranstaltung in Garsington beheimatet, ehe sie im Jahr 2011 nach Wormsley Park umzog. 2012 stand das Anwesen vorübergehend für 6,5 Millionen Pfund zum Verkauf. Derzeitige Eigentümerin ist Susan Robinson.

## Beschreibung
Das Anwesen besteht aus einem Herrenhaus, Wirtschaftsgebäuden und rund elf Acres (etwa 4,5 Hektar) Gartengelände.

### Herrenhaus

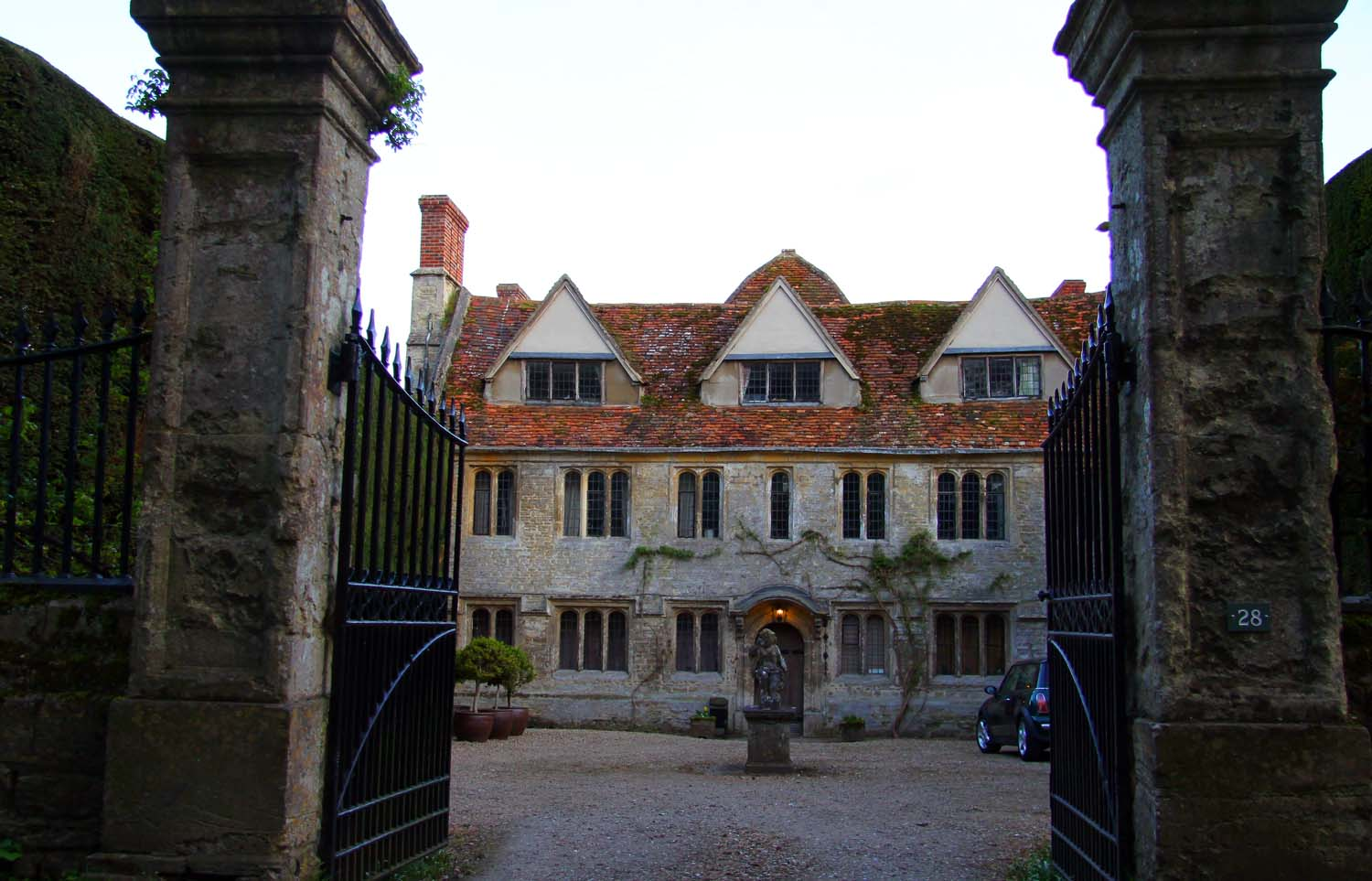
Nordseite des Herrenhauses

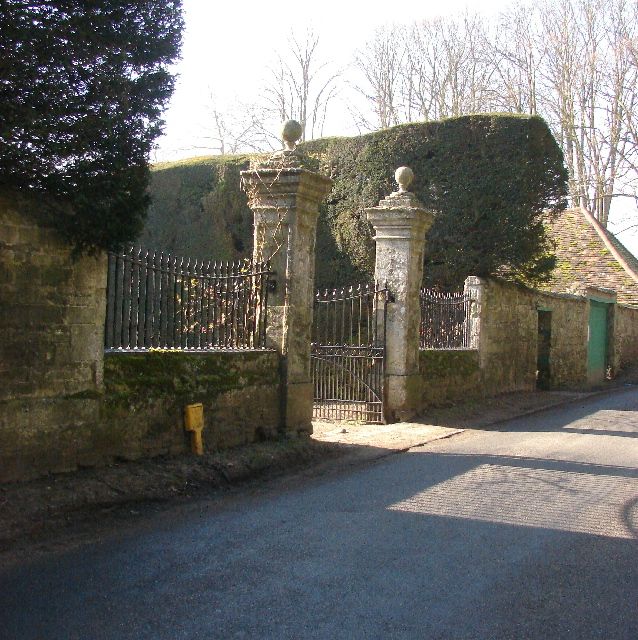
Eingangstor

Das jakobinische Herrenhaus steht im nördlichen Bereich des Anwesens. Von der Straße ist es durch einen rechteckigen Vorhof getrennt, der an der Ost- und Westseite durch über sechs Meter hohe, in Form geschnittene Eibenhecken begrenzt ist. Diese sind möglicherweise über 200 Jahre alt. Zugang zum Hof, in dessen Mitte eine steinerne Putte steht, gewährt an dessen Nordseite ein schmiedeeisernes Gittertor zwischen rustizierten Steinpfeilern aus dem späten 17. oder frühen 18. Jahrhundert. Ihnen schließen sich in Ost- und Westrichtung niedrige Hausteinmauern an, die einen Gitterzaun tragen. Das Herrenhaus besitzt einen rechteckigen Grundriss und zwei Geschosse, die von einer pfannengedeckten Dachlandschaft abgeschlossen sind. Es stammt im Kern aus der Zeit um 1630, wurde aber im späten 17. Jahrhundert verändert, wobei ein bis dahin existierender Innenhof überbaut wurde. Sein rundbogiger Eingang befindet sich mittig in der Nordfassade.
Das Innere des Gebäudes wurde zwar des Öfteren verändert, aber einige Ausstattungsmerkmale wie Vertäfelungen und Kamine aus dem 17. und 18. Jahrhundert blieben zum Teil erhalten. Hinter dem Haupteingang liegt ein großes Foyer. Westlich schließt sich ihm das Esszimmer an, das früher einmal die Küche des Hauses gewesen war. Weitere Räume im 860 m² großen Erdgeschoss sind ein Salon (englisch drawing room), ein Wohnzimmer (englisch sitting room), ein Büro-/Schreibzimmer, eine Küche und die ab 1926 gebaute Loggia. Im ersten Geschoss befinden sich fünf Schlafzimmer und eine Bibliothek, während im Dachgeschoss weitere sechs Schlafräume zu finden sind.

### Wirtschafts- und Nebengebäude
Nordwestlich des Herrenhauses steht – jenseits der Eibenhecke am Vorhof – ein L-förmiger Wirtschaftstrakt aus dem 16. bis 18. Jahrhundert, in dem das Brauhaus und das Backhaus untergebracht waren. Nordöstlich des Hauptgebäudes stehen in etwa 30 Meter Entfernung die einstigen Ställe der Anlage. Die eingeschossigen Bauten stehen am Nordrand des Anwesens an der Straße und schließen sich der Nordost-Ecke des Vorhofs an. Sie stammen aus dem 18. Jahrhundert und werden heute zum Teil als Garagen genutzt.

### Gartenanlagen
Die rund 4,5 Hektar großen Gartenanlagen sind in verschiedene Partien und Einzelgärten unterteilt. Das Gelände fällt von Norden sanft nach Süden ab und bietet einen weiten Blick über die Wittenham Clumps hin zu den Berkshire Downs. Südlich des Herrenhauses liegen unter anderem ein Wildgarten, ein formaler italienischer Garten und eine Croquetwiese. Östlich des Herrenhauses schließt sich der von der Loggia flankierten Terrasse ein weiterer formaler Garten an, der früher einmal der Küchengarten des Anwesens gewesen ist. Im äußersten Süden befindet sich ein Obstgarten. Der westliche Wildgarten ist naturbelassen und weist viel Baumbewuchs auf. Außerdem liegen dort zwei von Kopfweiden umgebene Fischteiche. Diese sind bereits auf einer Karte aus dem Jahr 1624 zu sehen und vielleicht Überbleibsel des früheren Klosterguts an dieser Stelle. An der Ostseite des Croquetrasens steht ein quadratischer Taubenturm aus dem 17. Jahrhundert. Der Fachwerkbau besitzt ein pfannengedecktes Pyramidendach und steht auf pilzförmigen Steinsockeln. Seine Gefache sind mit Backstein ausgemauert.

#### Ehemaliger Küchengarten
Von der Terrasse des Herrenhauses gelangt man durch zwei hohe Hausteinpfeiler mit Pinienzapfenabschlüssen in den Parterre genannten Blumengarten. Er ist 1500 Quadratmeter groß und rundherum von Mauern umgeben, die aus Hau-, Bruch- und Backstein bestehen. Deshalb wird dieser Teil manchmal auch Walled garden genannt. Vor dem Einzug der Morrells wurde er als Küchengarten genutzt. Lady Ottoline gestaltete die ehemals zwölf Beete zu 24 um, bepflanzte sie mit Blumen und fasste sie mit niedrigen Buchsbaumhecken ein. Die Beete sind durch Kieswege voneinander getrennt, an ihren Ecken stehen hohe, schmale, in Form geschnittene irische Eiben. Lediglich der mittige Weg in der Verlängerung der Ost-West-Achse des Herrenhauses ist mit Gras bepflanzt. Treppen in der Südost- und Südwest-Ecke führen zum tiefer gelegenen Croquetrasen.

#### Italienischer Garten
Direkt südlich des Herrenhauses liegt eine terrassierte Wiese, die an ihrem Südrand von einer Stützmauer und einer hohen Eibenhecke abgeschlossen ist. In die Mitte der Hecke wurde eine große Schneise geschnitten, um einen Ausblick auf die umgebende Landschaft zu gewähren. Die Terrassenwiese leitet über zu einem rasenbewachsenen, leicht geneigten Hang, der im Osten und Westen von Lindenalleen flankiert wird. Die Morrells planten ursprünglich, auch diesen Hang in Terrassen zu unterteilen, doch das Vorhaben wurde nie realisiert. Der Hang endet im Süden an einem rechteckigen, formalen Garten im italienischen Stil. Dieser wird fast vollständig von einem natursteingefassten Wasserbecken eingenommen, das etwa 30 × 60 Meter misst. Es ist im Norden, Süden und Osten von hohen Eibenhecken umgeben. In Heckennischen stehen Statuen nach antikem Vorbild. An der Ostseite steht – inmitten der Hecke – ein kleines Sommerhäuschen aus Holz, das vielleicht von D. H. Lawrence errichtet wurde. In der Mitte des Teiches findet sich eine steinerne Plattform mit einer sitzenden Venus; ihr zu Füßen Amor. Der Garten wurde vielleicht von Ottoline Morrell selbst entworfen und unter Mithilfe von Philip Tilden angelegt. Sein Vorbild soll der Garten der florentinischen Villa Capponi sein, die seinerzeit Eigentum von Ottolines Tante Lady Caroline Louisa Scott war.